# ...Sounds Like This
...Sounds Like This è il terzo album in studio del gruppo musicale inglese Nektar, pubblicato nel 1973.
Il brano New Day Dawning include un estratto di Norwegian Wood (This Bird Has Flown), canzone scritta da John Lennon e Paul McCartney.

## Tracce
Side 1
1. Good Day – 6:45
2. New Day Dawning – 5:02
3. What Ya Gonna Do? – 5:24

Side 2
1. 1-2-3-4 – 12:47
2. Do You Believe in Magic? – 7:17

Side 3
1. Cast Your Fate – 5:44
2. A Day in the Life of a Preacher – 13:01

Side 4
1. Wings – 3:46
2. Odyssee – 14:31

## Formazione
- Roye Albrighton – chitarra, voce
- Allan "Taff" Freeman – tastiera, cori
- Ron Howden – batteria, percussioni
- Derek "Mo" Moore – basso, voce
- Mick Brockett – luci